# Fritz Kaphahn
Fritz Kaphahn (* 26. Juli 1888 in Crimmitschau; † 9. August 1943 in Kleinmachnow) war ein deutscher Gymnasiallehrer, Fachautor für Erwachsenpädagogik und Geschichte, Geschäftsführer der Volkshochschule Dresden sowie Regierungsrat im Ministerium für Volksbildung im Freistaat Sachsen.

## Leben und Wirken
Er war der Sohn des Kaufmanns Friedrich Immanuel Kaphahn aus Crimmitschau. Nach dem Schulbesuch schlug er eine Lehrerausbildung ein, promovierte nach dem Studium (1907–1910) der Geschichte, Philosophie, Pädagogik und Germanistik 1911 zum Dr. phil. mit einer Arbeit über die wirtschaftlichen Folgen des Dreißigjährigen Krieges. 1915 bis 1918 nahm er als Soldat am I. Weltkrieg teil. Danach wird er von 1918 bis 1921 zunächst Gymnasiallehrer in Dresden. 1921 bis 1923 wird er Geschäftsführer der 1919 gegründeten Volkshochschule Dresden, wo er seit 1920 auch als Dozent lehrte. Daneben wirkte er als Fachautor für Erwachsenenpädagogik und Geschichte bevor er 1923 bis 1933 zum Regierungsrat für freies Volksbildungswesen im Sächsischen Ministerium für Volksbildung in Dresden berufen wird. Gleichzeitig ist er zwischen 1925 und 1933 Leiter der Dresdner Volksbühne. Nach der Machtergreifung der Nationalsozialisten wird er seiner Ämter enthoben. Zuletzt lebte er im Ruhestand in Kleinmachnow, wo er auch starb.
Er war Mitarbeiter des Dürerbundes und gab u. a. dessen Jahresberichte heraus. Er gehörte zum engeren Kreis des Hohenrodter Bundes und nahm an Tagungen in den 1920er Jahren als Referent und Berichterstatter teil. Wolgast schätzt in seiner biographischen Darstellung die Berichte und Bewertungen von Kaphan über das sächsische Volksbildungswesen der 1920er Jahre als aufschlussreich ein.
Sein Nachlass befindet sich in der Bayerischen Staatsbibliothek.

## Publikationen (Auswahl)
- Die wirtschaftlichen Folgen des 30jährigen Krieges für die Altmark. Ein Beitrag zur Geschichte des Zusammenbruchs der deutschen Volkswirtschaft in d. ersten Hälfte d. 17. Jahrhundert. Gotha, 1911.
- Südspanien und Portugal. Betrachtungen nach einer Reise. 1925.
- Volksbühne als Form freier Volksbildung. Berlin 1927.
- (mit Hans Hofmann): Rundfunk und Volksbildung. Leipzig 1931.
- Zwischen Antike und Mittelalter. Das Donau-Alpen-Land in der Völkerwanderungszeit. 1944.